# David Szalay
David Szalay (geboren 1974 in Montreal, Kanada) ist ein britischer Schriftsteller.

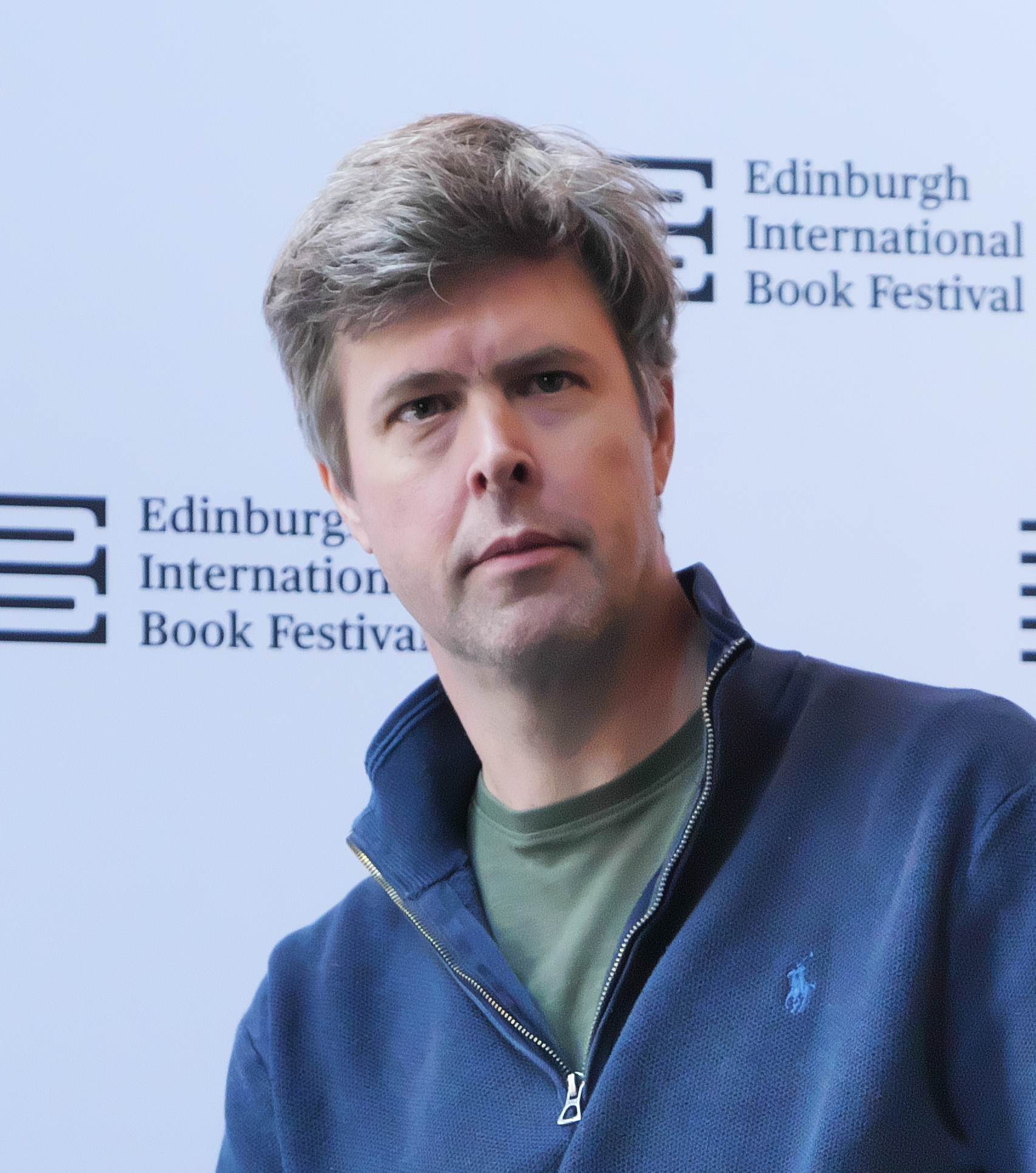
David Szalay (2025)

## Leben
David Szalays Mutter ist Kanadierin, sein Vater Ungar, er hat zwei Geschwister. Szalay wuchs in London auf und studierte Literatur an der Universität Oxford. Zwischen 1996 und 2003 arbeitete er als Verkäufer im Anzeigengeschäft der Londoner Finanzindustrie. Ab 2009 lebte er wiederholt in Budapest, so auch ab 2014 für vier Jahre.
Sein Roman London and the South-East erhielt 2009 die Nachwuchsförderpreise Betty Trask Award und Geoffrey Faber Memorial Prize. All That Man Is ist sein vierter Roman. Er kam 2016 auf die Shortlist des Man Booker Prize.

## Werke (Auswahl)
- London and the Southeast. Vintage Books, London 2008
- The Innocent. Vintage, London 2009
- Spring. Jonathan Cape, London 2011
- All That Man Is. Jonathan Cape, London 2016
  - Was ein Mann ist. Roman. Übersetzung Henning Ahrens. Hanser, München 2018
- Turbulence. Jonathan Cape, London 2018
  - Turbulenzen. Roman. Aus dem Englischen von Henning Ahrens. Hanser, München 2020, ISBN 978-3-446-26765-7
- Flesh. Simon & Schuster, New York 2025, ISBN 978-1-9821-2279-9.